# 高锰酸铷
高锰酸铷是铷的高锰酸盐，化学式 RbMnO
4。

## 制备
高锰酸铷可以由高锰酸钾和氯化铷反应而成。
{\displaystyle {\ce {RbCl + KMnO4 ->KCl + RbMnO4 v}}}

## 性质

### 物理性质
高锰酸铷可溶于水，在 7 °C 下的溶解度是 6.03 g/L， 19 °C 下是10.6 g/L， 而 60 °C 46.8 g/l。 它的晶体结构是正交晶系  ，与高锰酸铯、高锰酸铵和高锰酸钾一样。

### 化学性质
类似高锰酸钾，高锰酸铷的两步分解会形成锰酸铷中间体。它会分解成二氧化锰、氧化铷和氧气。分解温度在 200 和 300 °C 之间。漂走的氧气使产物损失了 8%的质量。
{\displaystyle {\ce {10RbMnO4 -> 3Rb2MnO4 + 7MnO2 + 2Rb2O + 6O2 ^}}}
{\displaystyle {\ce {2Rb2MnO4 -> 2MnO2 + 2Rb2O + O2 ^}}}
总反应：
{\displaystyle {\ce {4RbMnO4 -> 4MnO2 + 2Rb2O + 3O2 ^}}}